# Еластични хрчић
Еластични хрчић (лат. Leptopodia elastica) је јестива гљива која расте од августа до новембра, а на мору и до децембра. 

## Клобук
Клобук је висок  и широк 1,5-4 cm, са два супротна лапа, којих може бити још један или два нижа. Заковрџан је и наборан, спојен са стручком на самом врху. Лапи се често уврћу као фишеци.

## Химениј
Химениј је попут горњег слоја клобука - заталасан, гладак и влажан. Може бити жутосмеђ, смеђесив или у потпуности сив.

## Стерилност
Унутрашња, доња страна, клобука је врло пјешчана, скоро глатка. Бијеле је боје, а у горњој половини смеђесива.

## Стручак
5-10/0,3-1 cm, витког и цилиндричног облика, ка дну је спљоштено шири. Често је удубљен једним дијелом, или горе или доље, а од тог мјеста је заврнут, спљоштен и удвојен. Стручак је такође сув, гладак и шупаљ, бијеле боје, а касније и у тону љешника.

## Месо
Месо је у лапима дебело  око 1 mm, крхко је, ломљиво и воштано. У стручку је жилаво и еластично, бијеле боје. Благог је укуса са мирисом који је слаб.

## Микроскопија
Поре hyaline, кратко елипсасатог облика, са великом капљом. Asci унисериатни, не реагују на јод, (270)300-350/16-20,5 mi. Парафизе могу бити несептиране, на врху имају пигмент, а и батинасто су задебљане, 120-200/6-9 mi у врху.

## Станиште и распрострањеност
Могу се пронаћи на континенту и на Медитерану;  у трави или маховини у близини дрвећа. Налазе се у групама од петнаестак, стручцима су срасле по 2-3. 

## Сличне врсте
Слични су јој црни хрчић (Laptopodia atra), велика монахиња (Leptopodia albipes), мала монахиња(Leptopodia monachella) и капуљасти хрчић (laptopodia capucina).

## Галерија
- Helvella elastica 060914
- Helvella elastica1017
- Helvella elastica110
- Elfin Saddle (4496683975)
- Coloured Figures of English Fungi or Mushrooms - t. 154